# Terra Mitjana
La Terra Mitjana és part d'Arda (el món) creat per Ilúvatar, en la mitologia de J. R. R. Tolkien. Aquí es desenvoluparen les històries de El Senyor dels Anells, El hòbbit i part d'El Silmaríl·lion.
"Terra Mitjana" és una traducció literal del terme anglès antic middangeard (midgard), referint-se a aquest món, les terres habitables de l'home. Tolkien va traduir "Terra Mitjana" com Endor (o de vegades Endóre) i Ennor en les llengües èlfiques en qüenya i sindarin, respectivament. Mitològicament, el nord d'Endor es va convertir a Euràsia al transformar-se la terra primitiva en la terra esfèrica que avui coneixem.
L'escenari de la Terra Mitjana ocorre en un període fictici en el passat de la Terra. Tolkien va insistir que la Terra Mitjana és la Terra en diverses de les seves Cartes, de les quals una (núm. 211) va calcular la fi de la Tercera Edat en 6.000 anys abans dels seus propis temps. L'acció dels llibres està en gran part limitada al nord-oest del continent d'Endor, implícitament corresponent amb l'Europa d'avui. La Història d'Arda es divideix en diverses Edats: El Hòbbit i la major part del text de El Senyor dels Anells tracten exclusivament sobre successos que ocorren cap a l'acabament de la Tercera edat del sol i que conclouen cap al començament de la Quarta edat del sol, mentre que El Silmaríl·lion ocorre principalment en la Primera Edat. El món (Arda) era originalment pla però va ser transformat en esfèric durant la Segona Edat per Eru Il·lúvatar, el creador de l'Univers.
La majoria del coneixement sobre la Terra Mitjana es basa en obres de Tolkien publicades pòstumament, creant polèmiques sobre el que es considera o no "canònic".

## El nom
El terme "Terra Mitjana" (en anglès Middle-earth o Middle-Earth) no va ser inventat per Tolkien, ja que existia en anglès antic com a 'middanġeard', i com a midden-erd o middel-erd en anglès mitjà; en Nòrdic antic era anomenat Midgard. És la denominació anglesa per al qual els grecs denominaven οικουμένη (oikoumenē), o "el lloc que habita l'Home", el món físic contraposat al món no vist (Les Cartes de J. R. R. Tolkien 151).
Middangeard se cita en mitja dotzena de vegades a Beowulf, el qual Tolkien va traduir i del que sense cap dubte era una autoritat mundial. (vegeu també J. R. R. Tolkien per a discussions en la seva inspiració i fonts). Veure Midgard i Mitologia nòrdica per a usos anteriors.
Tolkien també va ser inspirat per aquest fragment:
Eala earendel engla beorhtast / ofer middangeard monnum sended.
Hail Earendel, brightest of angels / above the middle-earth sent unto men.
en el poema cristià de Cynewulf. El nom earendel (que pot voler dir morning-star però que en alguns contexts era un nom per a Crist), va ser la inspiració de Tolkien per al capità Eärendil. El nom va ser conscientment utilitzat per Tolkien per situar El Hòbbit, El Senyor dels Anells, El Silmaríl·lion i altres escrits relacionats amb ells.
Tolkien va començar a usar el terme "Terra Mitjana" a inicis de 1930, en lloc dels termes inicials "Terres Grans", "Terres Externes" i "Terres d'Aquende" per descriure la mateixa regió en les seves històries. "Terra Mitjana" està intencionalment pensada per descriure les terres a l'est del Gran Mar (Belegaer), excloent a Aman però incloent-hi a Harad i les altres terres mortals no visitades en les històries de Tolkien. Molta gent aplica erròniament aquest nom al món sencer, o exclusivament a les terres descrites a El Hòbbit, El Senyor dels Anells i El Silmaríl·lion.
En l'antiga mitologia germànica i nòrdica, es creia que l'Univers consistia en la unió de nou mons físics. En el món de l'Home, la Terra Mitjana, s'estenia en el centre d'aquest univers; la terra dels Elfs, Déus i Gegants s'estenia al voltant d'un mar circumdant; la terra de la Mort s'estenia sota la Terra Mitjana; un pont d'arc de Sant Martí, el Pont Bifrost, s'estenia des de la Terra Mitjana fins a Asgard, a través; un mar exterior circumdava els altres set mons (Vanaheim, Asgard, Alfheim, SvartAlfheim, Muspellheim, Nidavellir, i Jotunheim). En aquesta concepció, un "món" s'apropa més a la idea de pàtria que a la d'un món físic separat.

## El món
Tolkien va comentar que la geografia de la Terra Mitjana va ser pensada per correspondre amb la mateixa de la nostra Terra verdadera en diverses instàncies. Per detallar aquesta idea, alguns especulen que si el mapa de la Terra Mitjana es projecta contra un mapa de la Terra, i algunes de les semblances climatològiques, botàniques, i zoològiques s'alineen, la Comarca dels hòbbits podria quedar al clima temperat d'Anglaterra, Góndor podria quedar en la Mediterrània d'Itàlia i Grècia, Mórdor a les regions àrides de Turquia i l'Orient Mitjà, El Góndor del Sud i Proper Harad en els deserts del nord d'Àfrica, Rhovànion en els boscos d'Alemanya i les estepes de l'oest i sud de Rússia, i la Badia de Gel de Forochel en els fiords de Noruega. Un altre aspecte de la Terra Mitjana que també es correspon amb el món actual és el dels objectes astronòmics
El Hòbbit i El Senyor dels Anells presenten un recompte, per part de Tolkien, dels esdeveniments del Llibre Vermell de la Frontera de l'Oest, originalment escrit per Bilbo Saquet, Frodo Saquet, i altres Hòbbits, i corregit i anotat per més d'un erudit Gondorià. Com El Rei Lear de Shakespeare o Conan de Robert E. Howard, els contes ocorren en un període històric que en realitat mai no va poder existir. Les dates per a l'extensió d'un any i les fases lunars, juntament amb descripcions de constel·lacions identifiquen el món clarament com la Terra, fa no més d'uns milers d'anys. Anys després de la publicació, Tolkien va postular una carta en la qual afirma que l'acció dels llibres té lloc fa aproximadament 6.000 anys, però que no estava segur d'això.
Tolkien va escriure extensivament sobre la lingüística, mitologia, i història del món en els que es fonguin els seus contes. Moltes d'aquestes obres van ser editades i posteriorment publicades pel seu fill Christopher.
Entre elles, és notable El Silmaríl·lion, del que neix una història de creació similar a la bíblica i una descripció de la cosmologia que inclou la Terra Mitjana. El Silmarillion és la font primària d'informació sobre Valinor, Númenor, i altres terres. També notables són Els Contes Inconclusos i els múltiples volums de La Història de la Terra Mitjana que inclou molts contes incomplets i assaigs igual com nombrosos avantprojectes de la mitologia de la Terra Mitjana de Tolkien, des de les formes més primitives fins als últims escrits de la seva vida.

## Cosmologia
La deïtat suprema de l'univers de Tolkien és anomenada Eru, l'Únic, també anomenat pels elfs Il·lúvatar. En el principi, Il·lúvatar va projectar els seus pensaments i va crear esperits, anomenats els Ainur, i els va ensenyar a fer música. Una vegada que els Ainur van assolir una comprensió més profunda, Il·lúvatar els va manar tocar música més poderosa, un tema de la seva pròpia creació. L'Ainur més poderós Mélkor (més tard conegut com a Mórgoth pels elfs) va trastornar el tema, i com a resposta Il·lúvatar va introduir noves harmonies que van augmentar la música més enllà de la comprensió dels Ainur. Els moviments de la seva cançó van posar les llavors de moltes de les històries de l'univers fins ara mai creat i de la gent que hi havia d'habitar.
Il·lúvatar va posar fi a la seva música i va revelar el seu significat als Ainur mitjançant una visió. Moguts per aquesta visió, molts dels Ainur van sentir la necessitat de viure els esdeveniments directament. Llavors Il·lúvatar va crear Eä, l'univers per si mateix, i alguns dels Ainur van baixar a l'univers per compartir les seves experiències. En arribar a Eä, però, els Ainur la van trobar amorfa, ja que havien entrat al principi del temps. Els Ainur van emprendre grans tasques en els dies de les llànties en els quals van formar l'univers i el van omplir de moltes coses més enllà de la comprensió humana. Amb el temps, tanmateix, els Ainur van formar Arda, el lloc permanent dels Fills d'Il·lúvatar, els homes i els elfs. Els quinze Ainur més poderosos són anomenats els Vàlar, del qual Mélkor era el més poderós, però Manwë era el líder. Els Vàlar es van establir a Arda per vigilar-la i preparar-la per al despertar dels Fills d'Eru, que havien vist durant la visió de la seva música però que cap d'ells no havia participat en la seva creació, sinó només Eru.
Arda va començar com un món pla, al qual els Vàlar van donar llum a través de dues gegantines llànties. Mórgoth va destruir les llànties i va portar foscor al món. Els Vàlar es van retirar cap a les extremes regions occidentals d'Arda, on van crear els Dos Arbres per donar llum a la seva nova llar. Després d'algunes edats, els Vàlar van atrapar Mélkor per castigar-lo i rehabilitar-lo, i per protegir els Fills d'Il·lúvatar. Però quan Mélkor va ser alliberat sota paraula, va enverinar als Dos Arbres. Els Vàlar llavors van prendre els dos últims fruits vius dels Dos Arbres i els van usar per crear la Lluna i el Sol.
Abans del final de la Segona Edat, quan els Homes de Númenor es van rebel·lar contra els Vàlar, Il·lúvatar va destruir Númenor, separant Vàlinor de la resta d'Arda, i va formar noves terres, transformant el món en una esfera.

## Geografia
J.R.R. Tolkien mai no va finalitzar el detall de la geografia per al món sencer associat amb El Hòbbit i El Senyor dels Anells. A La Formació de la Terra Mitjana, volum IV de La Història de la Terra Mitjana, Christopher Tolkien va publicar diversos mapes extraordinaris, de la terra plana igual que l'esfèrica, que el seu pare havia creat al final de la dècada de 1930. Karen Wynn Fonstad va usar aquests mapes per dibuixar uns mapes molt detallats i no canònics del món sencer de Tolkien, amb una mostra coherent de les edats històriques representades en El Silmaríl·lion, El Hòbbit, i El Senyor dels Anells.
Mapes preparats per Cristopher Tolkien i J.R.R. Tolkien del món que envolta les obres de El Hòbbit i El Senyor dels Anells van ser publicats com a il·lustracions en El Hòbbit, El Senyor dels Anells, i El Silmaríl·lion. Les primeres concepcions dels mapes proporcionats amb El Silmaríl·lion i El Senyor dels Anells es van incloure en diversos volums.
Endor, el terme Quenya per la Terra Mitjana, originalment va ser concebuda conformant dos esquemes àmpliament simètrics que va destrossar Melkor. La simetria era definida per dos grans subcontinents, un al nord i un altre al sud, i cada un tenia una llarga serralada de muntanyes a les regions orientals i occidentals. Les serralades van rebre noms de colors. (Muntanyes Blanques, Muntanyes Blaves, Muntanyes Grises, i Muntanyes Vermelles).
Els múltiples conflictes amb Melkor van resultar en la distorsió de la formació de la Terra. Originalment, hi havia una sola massa d'aigua interior, en la qual es trobava l'illa d'Almaren on vivien els Valar. Quan Melkor va destruir les Làmpades dels Valar que donaven llum al món, dos mars vastos es van crear, però Almaren i el seu llac van ser destruïts. El mar del nord es va convertir en el Mar d'Helcar (Helkar). Les terres a l'oest de les Muntanyes Blaves es van convertir en Beleríand. Melkor va aixecar les Muntanyes Boiroses per impedir l'avenç del Vala Oromë, ja que ell caçava a les bèsties de Melkor durant el període de foscor abans del despertar dels elfs.
Les lluites violentes durant la Guerra de la Còlera entre les forces dels Vàlar i els exèrcits de Melkor al final de la Primera Edat van causar una vasta destrucció a Beleríand. També és possible que durant aquest mateix període el mar intern d'Helcar s'hagués assecat.
El món, sense incloure els cossos celestials associats, va ser identificat per Tolkien com a "Ambre" en diversos texts, però també com "Imbar", L'Habitació, en uns texts posteriors a El Senyor dels Anells. Des del temps de la destrucció de les dues Làmpades fins a la caiguda de Númenor, se suposava que Ambre era un "món pla", en el sentit que totes les seves terres habitables estaven situades en un sol costat del món. Els seus esbossos mostren un món pla i rodó semblant a un disc sota les estrelles. Un continent occidental Aman, era la llar dels Vàlar (i dels Eldar). Les terres d'Endor, es van dir "Terra Mitjana" i són el lloc on ocorren la majoria de les històries de Tolkien. Hi ha un continent més oriental que no estava habitat.
Quan Melkor va enverinar els Dos Arbres dels Vàlar i va fugir des d'Aman de tornada a Endor, els Valar van crear el Sol i la Lluna, que eren masses separades (d'Ambre) però continuaven sent una part d'Arda (el Regne dels Fills d'Il·lúvatar). Uns anys després de la publicació de El Senyor dels Anells, en una nota associada amb la història narrativa del "Athrabeth Finrod ah Andreth" (que va ocórrer a Beleriand durant les Guerra de les Joies), Tolkien va comparar Arda amb el Sistema Solar, ja que Arda en aquest punt consistia en més d'un cos celeste.
D'acord amb les històries d'ambdós, El Silmaríl·lion i El Senyor dels Anells, quan Ar-Phârazon va envair Aman per a aconseguir la immortalitat dels Valar, ells van deixar de costat la seva custòdia del món i Il·lúvatar va intervenir, destruint Númenor, removent Aman "dels cercles del món", i reorganitzant Ambre dins del rodó món d'avui. En el Akallabêth es diu que els Númenoreans que van sobreviure a la Caiguda van salpar tan a l'oest com van poder per poder buscar la seva antiga llar, però els seus viatges només els van portar al voltant del món i de tornada al punt de partida. Així, abans del final de la Segona Edat, la transició des de la "Terra plana" a la "Terra rodona" havia estat completada.
El continent d'Endor es va tornar aproximadament equivalent a la massa de terra d'Euràsia, però la geografia fictícia de Tolkien no proveeix cap correlació entre la narrativa de El Senyor dels Anells i les terres properes a Europa. S'assumeix llavors que el lector entén que el món va sofrir una transformació subseqüent indocumentada (algunes persones especulen que Tolkien ho va comparar amb el diluvi bíblic) algun temps després del final de la Tercera Edat.

## Habitants
La Terra Mitjana és la llar de diverses races intel·ligents. En primer lloc hi ha els Ainur, éssers angèlics creat per Il·lúvatar. Els Ainur canten per a Il·lúvatar, que crea Eä per donar existència a la seva música en el mite cosmològic del Ainulindalë, o "Música dels Ainur". Alguns Ainur entren a Eä, i els de major rang es coneixen com els Valar. Melkor (després anomenat Morgoth), la principal personificació del mal a Eä, és en un inici un dels Valar.
Els altres Ainur que entren a Eä s'anomenen Maiar. Durant la Primera Edat, la Maia de major activitat és Melian, l'esposa del rei elf Thingol; en la Tercera Edat, durant la Guerra de l'Anell, a cinc dels Maiar se'ls dona un cos i són enviats a Endor per ajudar els pobles lliures a enderrocar Sàuron. Aquests són els Istari (o els Savis) (anomenats Mags pels Homes), que són Gàndalf, Sàruman, Radagast, Alatar i Pallando. També hi havia Maiar malvats, anomenats Umaiar, que inclouen als Balrogs i al segon Senyor Fosc Sàuron.
Després estan els Fills d'Il·lúvatar: Elfs i Homes, éssers intel·ligents creats per Il·lúvatar només. En El Silmarillion es narra com els Elfs i els Homes desperten i ocupen el món. Dels Nans es diu que van ser fets pel Vala Aulë, que es va oferir a destruir-los quan Il·lúvatar el va confrontar. Il·lúvatar va perdonar la transgressió d'Aulë i va adoptar els Nans. Les tres tribus dels Homes que s'alien amb els Elfs de Beleríand durant la Primera Edat es coneixen com els Edain.
Com a recompensa per la seva lleialtat i sofriment en les Guerres de Beleríand, als descendents dels Edain se'ls regala l'illa de Númenor perquè sigui la seva llar. Però com es descriu a la secció Història de la Terra Mitjana, Númenor és eventualment destruïda i un reducte de Númenoreans estableix regnes a les terres del nord d'Endor. Aquells que es van mantenir fidels als Valar van fundar els regnes d'Àrnor i Góndor. Són llavors coneguts com els Dúnedain, mentre que altres sobrevivents dels Númenoreans, encara adeptes al mal, però que viuen més al sud, es van conèixer com els Númenoreans Negres.
Tolkien va identificar els hòbbits com una branca de la raça dels Homes. Encara que els seus orígens i història antigues no es coneixen, Tolkien deia que es van establir a les valls del riu Ànduin durant els inicis de la Tercera Edat, però que després de mil anys els hòbbits van començar a migrar cap a l'oest de les Muntanyes Boiroses a Èriador. Eventualment, molts hòbbits es van establir en la Comarca.
Després que Il·lúvatar els dona verdadera vida, el creador dels Nans, Aulë, els adorm amagats en llocs ocults de les muntanyes. Il·lúvatar desperta els Nans fins que els Elfs van despertar. Els Nans es van escampar pel nord d'Endor i eventualment van fundar set regnes. Dos d'aquests regnes, Nogrod i Belegost, es van relacionar amb els Elfs de Beleriand contra Morgoth durant la Primera Edat. El més gran dels regnes Nans és Khazad-dûm, després conegut com a Mòria.
Els Ents, pastors dels arbres, van ser creats per Il·lúvatar davant de la petició de la Valië Yavanna per a protegir els arbres de la depravació d'Elfs, Nans i Homes.
Els Orcs i els Trolls són criatures malvades originades per Melkor. No són creacions pròpiament dites, sinó "burles" dels Fills d'Il·lúvatar i dels Ents, ja que només Il·lúvatar té la capacitat de donar ser a les coses. Els orígens detallats dels Orcs i Trolls són incerts (Tolkien va considerar diverses possibilitats i freqüentment canviava d'opinió). Sembla molt probable que els Orcs fossin creats a partir d'Elfs corromputs o d'Homes o ambdós. Més tard durant la Tercera Edat, els Uruks o Uruk-hai apareixen: una raça d'Orcs de gran mida i força que, al contrari dels Orcs ordinaris, no són ferits per la llum del dia. (Alguns sostenen que per al final de la Tercera Edat, els únics Uruks pròpiament dits Uruk-hai eren els que servien a Saruman). Saruman creua Orcs i Homes junts per produir "Homes-orc" i "Orcs-home"; de vegades, alguns d'aquests són anomenats "mig orcs" o "homes trasgo". (No existeix consens sobre si els Uruk-hai de Saruman s'inclouen en aquestes categories. Els llibres no contenen cap indicació sobre la forma en la qual els Uruk-hai van néixer com es mostra en la recent trilogia de Peter Jackson.) Els trolls rarament són vistos (i en realitat Tolkien no els descriu realment), són criatures estúpides, vils i brutals. Si els toca la llum del dia es converteixen en roca. En un episodi de El Hòbbit, tres trolls atrapen en Bilbo i als seus companys Nans, i planegen com menjar-se'ls.
Animals aparentment intel·ligents també apareixen, com les Àguiles, Huan el Gran Gos Caçador de Vàlinor, i els Huargs. Les Àguiles van ser creades per Il·lúvatar junt amb els Ents, però en general els orígens i naturalesa d'aquests animals no són clars. Alguns d'ells podrien ser Maiar amb forma animal, o potser fins i tot els fills de Maiar i animals normals.
Tom Bombadil és un enigma; no es coneix a quina raça de la Terra Mitjana pertany. Tanmateix, clarament és conscient i humanoide. Sobre la naturalesa de Bombadil, Tolkien mateix va dir que algunes coses haurien de romandre en el misteri en tota mitologia, ocultes fins i tot per al seu inventor.

## Llengües
Tolkien va idear principalment dos idiomes èlfics, que serien després coneguts com a Quenya, parlat pels Vanyar, Noldor i alguns Teleri, i el Sindarin, parlat pels elfs que es van quedar en Beleriand. Aquests idiomes estan relacionats, associant-se en una denominació general de Eldarin.
Entre altres idiomes del món s'inclouen:
- Adunaic, parlat pels númenoreans
- Entic, parlat pels Ents
- Llengua Negra, parlada pels servents de Sàuron
- Khuzdûl, parlat pels nans
- Rohírric, parlat pels Rohirrim i relacionat amb l'idioma que originalment parlaven els hòbbits - representat en el Senyor dels Anells per l'Anglès antic
- Oestron, la "llengua comuna" - representat en el Senyor dels Anells per l'Anglès
- Valinoreà, l'idioma dels Ainur

## Història de la Terra Mitjana
Períodes Històrics
1. Creació d'Arda
2. Dies de les llànties
3. Dies dels arbres
4. Dies del sol
  1. Primera Edat
  2. Segona Edat
  3. Tercera Edat
  4. Quarta Edat

La història de la Terra Mitjana es divideix en tres períodes: dies de les llànties, Edats dels Arbres i Edats del Sol.
Els dies de les llànties comencen a penes els Vàlar acaben les seves tasques per formar Arda. Els Vàlar van crear dues llànties per il·luminar el món, Illuin i Ormal, i el Vala Aulë va fer dues grans torres, una a l'extrem nord i una altra al sud, per suportar les llànties. Els Vàlar vivien enmig, a l'illa d'Almaren. La destrucció de les llànties per part de Mélkor marca el final dels dies de les llànties.
Llavors Yavanna va fer els Dos Arbres anomenats Telperion i Laurelin a la terra d'Aman. Els Arbres il·luminaven Aman, deixant la resta d'Arda en la foscor, il·luminada només pels estels. A l'inici de la Primera Edat dels Arbres, els elfs van despertar al costat del llac Cuiviénen a l'orient d'Endor, i els Vàlar els van conèixer aviat. Molts elfs van ser convençuts de realitzar la Gran Marxa dels elfs a l'occident a Aman, però no tots van acabar aquest viatge (a causa de la Separació dels elfs). Els Vàlar van capturar Mélkor però va fingir penedir-se i va ser posat en llibertat condicional. Va sembrar llavors discòrdia entre els elfs i va fomentar la rivalitat entre els prínceps elfs Fëanor i Fingolfin. Llavors va matar el seu pare, el rei Finwë i va robar els Silmarils, tres gemmes creades per Fëanor que contenien la llum dels Dos Arbres, del seu lloc, i va destruir als Arbres.
Fëanor va convèncer la majoria del seu poble, els Nóldor, d'abandonar Aman i perseguir Mélkor a Beleríand, maleint-lo amb el nom Morgoth. Fëanor va guiar el primer de dos grups de Nóldor. El grup més gran el guiava Fingolfin. Els Nóldor es van detenir en la ciutat-port dels Teleri, Alqualondë, però els Teleri es van negar a donar-los vaixells per arribar a la Terra Mitjana. La Primera Matança d'elfs contra elfs va succeir llavors, Fëanor i molts dels seus seguidors van atacar als Teleri i van robar els seus vaixells. Les hosts de Fëanor van salpar als vaixells robats, deixant Fingolfin enrere per creuar cap a la Terra Mitjana per la mortal terra de gel del Helcaraxë al llunyà nord. Poc després, Fëanor va morir, però la majoria dels seus fills van sobreviure i van fundar regnes, així com Fingolfin i els seus hereus.
Les Edats del Sol comencen quan els Vàlar fan el Sol i els aixequen sobre el món, Imbar. Després de diverses batalles, una llarga pau va durar per quatre-cents anys, durant els quals els primers homes van entrar a Beleríand creuant les Muntanyes Blaves. Quan Mórgoth va sortir del setge, un per un els regnes èlfics van anar caient, fins i tot la ciutat amagada de Gondolin. L'únic èxit considerable dels elfs i homes va succeir quan Beren dels Edain i Lúthien, filla de Thíngol i Melian, van robar un Silmaril de la corona de Mórgoth. Després, Beren i Lúthien van morir, i van ser tornats a la vida pels Vàlar, sota l'acord que Lúthien havia de tornar-se mortal i Beren mai no havia de tornar a ser vist pels homes.
Thíngol va discutir amb els Nans de Nogrod i el van matar, robant el Silmaril. Amb l'ajuda dels ents, Beren va emboscar els Nans i va recuperar el Silmaril, que el va lliurar a Lúthien. Després, Beren i Lúthien van morir de nou. El Silmaril li va ser lliurat al seu fill Dior el mig elf, que va restaurar el regne de Dòriath. Els fills de Fëanor van exigir a Dior lliurar-los el Silmaril, i ell es va negar. Els Fëanorians van destruir Dòriath i van matar Dior en la segona Matança d'elfs contra elfs, però la filla menor de Dior, Elwing, va escapar amb la gemma. Tres dels fills de Fëanor – Cèlegorm, Curufin i Carànthir – van morir intentant recuperar la gemma.
Per al final d'aquesta edat, tot el que quedava dels elfs i homes lliures a Beleríand era el campament a la boca del riu Sirion. Entre ells estava Eärendil, que es va casar amb Elwing. Però els Fëanorians van tornar a exigir se'ls tornés el Silmaril, i després que se'ls negués, van decidir prendre la gemma per la força, comportant la Tercera Matança d'elfs contra elfs. Eärendil i Elwing van portar el Silmaril a través del Gran Mar, per demanar perdó i ajuda als Vàlar. Els Vàlar van respondre. Mélkor va ser capturat, i la majoria de les seves obres van ser destruïdes, iva ser exiliat fora dels confins del món a les Portes de la Nit.
Els Silmarils van ser recuperats a un cost terrible, ja que Beleríand mateix va començar a enfonsar-se al mar. Als restants fills de Fëanor Maedhros i Màglor, se'ls va ordenar tornar a Vàlinor. Ells llavors van robar els Silmarils dels victoriosos Vàlar. Però, com amb Mélkor, els Silmarils els van cremar les mans i llavors es van adonar que ja no estaven destinats a posseir-los i que el seu jurament era en va. Cada un va trobar el seu propi destí: Maedhros es va llançar amb el Silmaril a una fossa de foc, i Màglor va llançar el Silmaril al mar. Així, els tres Silmarils van acabar al cel amb Eärendil, a la terra, i al mar, respectivament.
D'aquesta forma comença la Segona Edat. Als Edain se'ls va regalar l'illa de Númenor, cap a l'oest al mar Belegaer com a nova llar, mentre que molts elfs van ser benvinguts a l'Oest. Els Númenoreans es van tornar grans mariners, però també es van tornar gelosos dels elfs per la seva immortalitat. Però després de molts segles, Sàuron, el servent gran de Mórgoth, va començar a organitzar criatures malignes a les terres orientals. Va convèncer els ferrers èlfics d'Eregion a crear els Anells de Poder, i secretament el va forjar l'Anell Únic per controlar els altres anells. Però els elfs es van adonar del pla de Sàuron i quan es va posar l'Anell Únic a la seva mà, es van treure els seus abans que ell pogués dominar les seves voluntats.
L'últim rei Númenoreà Ar-Pharazôn, amb la força de la seva armada, va humiliar el mateix Sàuron i el va portar a Númenor com a presoner. Però amb l'ajuda de l'Anell Únic, Sàuron va enganyar Ar-Pharazôn i el va convèncer d'envair Aman, prometent-li la immortalitat per a tots els que posessin peu a les Terres Immortals. Amàndil, líder d'aquells Fidels als Vàlar, va intentar navegar a l'oest per buscar la seva ajuda. El seu fill Eléndil i els seus nets Isíldur i Anàrion es van preparar per fugir a la Terra Mitjana. Quan les forces del Rei van arribar a Aman, els Valar van demanar a Il·lúvatar intervenir. El món va ser canviat, i Aman va ser retirat de Imbar. Des de llavors, els homes no poden trobar Aman, però els elfs que busquin passar en vaixells especialment fabricats van rebre la gràcia d'usar el Camí Recte, que porta dels mars de la Terra Mitjana als mars d'Aman. Númenor va ser destruïda, i amb ella el cos de Sàuron, però el seu esperit va perdurar i va fugir de tornada a la Terra Mitjana. Eléndil i els seus fills van escapar a Endor i van fundar els regnes de Góndor i Àrnor. Sàuron va tornar a aixecar-se aviat, però els Elfos es van aliar amb els homes per formar l'Última Aliança i el van vèncer. El seu Anell Únic va ser pres per Isíldur, però no fou destruït.
La Tercera Edat va veure com s'alçaven en poder els regnes d'Àrnor i Góndor, i la seva decadència. Per a l'època de El Senyor dels Anells, Sàuron havia recuperat gran part de la seva antiga força, i era buscant l'Anell Únic. Va descobrir que estava en possessió d'un hòbbit i va enviar a seus Espectres de l'Anell per recuperar-lo. El portardor de l'Anell Frodo Saquet, va viatjar a Rivendell, on es va decidir que l'Anell havia de ser destruït per l'únic mitjà|medi possible: llançant-lo en els focs del Destí. Frodo va sortir en aquesta missió amb vuit companys —la Comunitat de l'Anell. En l'últim moment Frodo va fallar, però amb la intervenció de la criatura Gòl·lum —que la seva vida havia estat protegida per la pietat de Frodo i Bilbo Saquet— l'Anell va acabar sent destruït. Frodo i el seu company Samseny Gamgí van anar tinguts llavors per herois. Sàuron va quedar destruït per sempre i el seu esperit es va dissipar.
El final de la Tercera Edat marca el final del domini dels elfs i el començament del domini dels homes. Com que la Quarta Edat comença, molts elfs que encara vivien a la Terra mitjana van sortir per a Vàlinor, per a mai tornar; aquells que es van quedar s'"esvairien" i disminuirien. Els nans eventualment van disminuir també. Els Nans també van acabar tornant en grans nombres i es van restablir a Mòria. La pau va ser restaurada entre Góndor i les terres al sud i a l'est. Eventualment, les històries de les primeres Edats es van convertir en llegendes, i la veritat darrere d'elles va quedar oblidada.

## Llibres

### Obres de Tolkien
- 1937 El Hòbbit

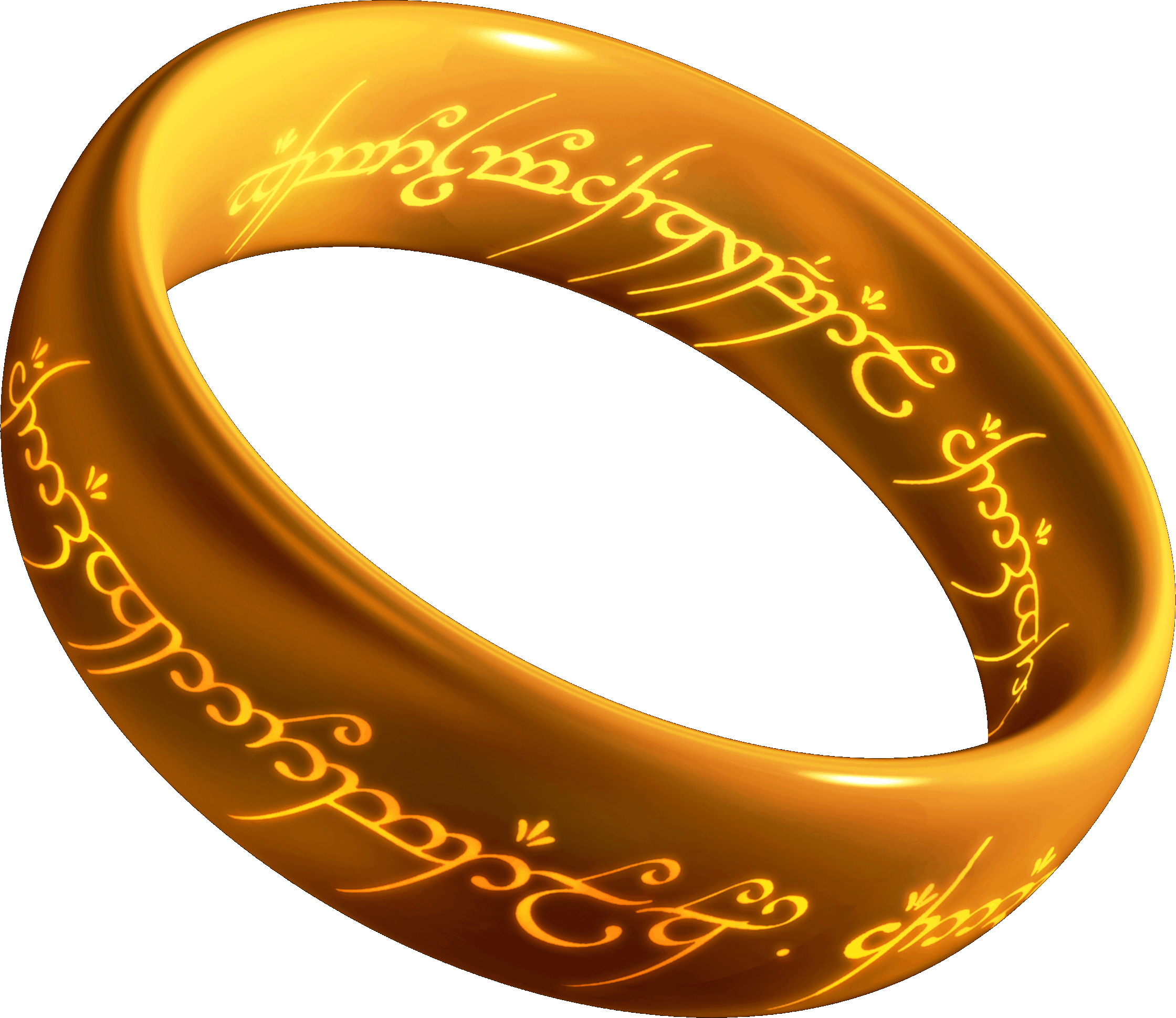
L'anell únic

  - El Hòbbit Bilbo Saquet s'uneix a una companyia de Nans i al Mag Gandalf en una missió per recuperar un antic tresor Nan del drac Smaug.
- 1954 La Germandat de l'Anell, part 1 de El Senyor dels Anells
  - El nebot (i primer) de Bilbo, i el seu hereu, Frodo Saquet surt en una missió per alliberar a la Terra Mitjana de l'Anell Únic, junt amb la Germandat de l'Anell.
- 1954 Les Dues Torres, part 2 de El Senyor dels Anells
  - La Comunitat se separa: mentre Frodo i el seu servent i amic Sam continuen la seva missió, Aragorn, Gimli i Legolas lluitar per rescatar als hòbbits Peregrín Tuc (Pippin) i Meriadoc Brandiboc (Merry) dels Orcs i per salvar el Regne de Rohan.
- 1955 El Retorn del Rei part 3 de El Senyor dels Anells
  - Frodo i Sam arriben a Mórdor, mentre Aragorn arriba a Góndor i pren el seu lloc com a rei dels Dunedain.
- 1962 Les Aventures de Tom Bombadil i Altres Versos del Llibre Roig
  - Un conjunt de poemes, una mica relacionats amb El Senyor dels Anells.
- 1967 The Road Goes Ever On
  - Un cicle de cançons amb el compositor Donald Swann (fora d'impressió, però reimprès el 2002).

Tolkien va morir en 1973. Tots els treballs|feines posteriors van ser editats per Christopher Tolkien. Només El Silmarillion es presenta en forma de treball|feina acabat — els altres són col·leccions de notes i versions en esborrador|esborrany. (Tanmateix, en aquests llibres, Christopher reconeix haver comès errors d'edició a El Silmaríl·lion respecte al que el seu pare pretenia respecte a certs aspectes de la història de la Terra Mitjana).
- 1977 El Silmaríl·lion
  - La història dels Primers Dies, abans del Senyor dels Anells, incloent-hi la Caiguda de Númenor.
- 1980 Contes Inconclusos de Númenor i la Terra Mitjana
  - Històries i assaigs relacionats amb el Silmaríl·lion i El Senyor dels Anells, però molts mai no van quedar en forma completa.

Sèrie La Història de la Terra Mitjana:
- 1983 El Llibre dels Contes Perduts 1
- 1984 El Llibre dels Contes Perduts 2
  - Les versions més primerenques de la mitologia, de principi a final|finalitat.
- 1985 Les Balades de Beleríand
  - Dos llargs poemes (la Balada de Leithian sobre Beren i Lúthien, i la saga de Túrin).
- 1986 La Formació de la Terra Mitjana
  - Reescriptura de la mitologia des del principi.
- 1987 El Camí Perdut i Altres Escrits
  - Introducció de Númenor a la mitologia i continuació de la reescriptura.
- 1988 El Retorn de l'Ombra (La Història d'El Senyor dels Anells v.1)
- 1989 La Traïció d'Isengard (La Història d'El Senyor dels Anells v.2)
- 1990 La Guerra de l'Anell (La Història d'El Senyor dels Anells v.3)
- 1992 Sàuron Vençut (La Història d'El Senyor dels Anells v.4)
  - El desenvolupament d'El Senyor dels Anells. 'Sàuron Vençut' també inclou una altra versió de la història de Númenor.
- 1993 L'Anell de Morgoth (El Silmaríl·lion Posterior, part un)
- 1994 La Guerra de les Joies (El Silmaríl·lion Posterior, part dos)
  - Esforços post-El Senyor dels Anells per revisar la mitologia per publicar-se. Inclou la controversial secció 'Mites Transformats', que documenta com els pensaments de Tolkien van canviar radicalment en els últims anys de la seva vida.
- 1996 Els Pobles de la Terra Mitjana
  - Material font per als apèndixs d'El Senyor dels Anells i altres més escrits tardans relacionats amb El Silmaríl·lion i El Senyor dels Anells.
- 2002 Història de la Terra Mitjana: Índex
  - Aquest llibre integra per complet tots els índexs dels dotze previs volums a un llarg índex.
- 2007 Narn I Chîn Húrin: La Història Dels Fills De Húrin / J.R.R. Tolkien; editat per Christopher Tolkien; il·lustrat per Alan Lee
  - Aquest llibre torna al lector a un escenari allunyat en el temps d'El Senyor dels Anells -succeeix en la Primera Edat, a més de 6.000 anys en el passat-, en una part de la Terra Mitjana que es va enfonsar abans que els Hòbbits apareguessin -Beleriand, gran terra a l'oest- i quan el Gran Enemic era, encara, Morgoth i Sàuron tan sols el seu lloctinent. Història romàntica i heroica, narra la vida d'un home, Húrin que, desafiant el poder i la força de Morgoth, va segellar el tràgic destí de la seva família, condemnant a una vida maleïda el seu fill Túrin Turambar i un tràgic final a la seva filla Níenor.

### Obres d'altres
Petita selecció de les dotzenes de llibres sobre Tolkien i els seus mons:
- 1978 La Guia Completa a la Terra Mitjana (ISBN 0-345-44976-2 Robert Foster, generalment reconegut com el millor llibre de referència a El Senyor dels Anells. Aquesta guia no inclou la informació dels Contes Inconclusos o de la sèrie La Història de la Terra Mitjana el que comporta alguns errors.)
- 2004 El Hòbbit Anotat, Douglas Anderson, un estudi comprensiu de la publicació d'El Hòbbit.
- 1981 L'Atles de la Terra Mitjana (Karen Wynn Fonstad – un atles de El Senyor dels Anells, El Hòbbit, El Silmaríl·lion, i Els Contes Inconclusos; revisió 1991)
- 1981 Els Viatges de Frodo (Barbés Strachey – un atles de El Senyor dels Anells)
- 1983 El Camí de la Terra Mitjana (Tom Shippey – anàlisi literària de les històries de Tolkien des de la perspectiva d'un col·lega filòleg; última revisió 2003)
- 2002 The Complete Tolkien Companion (ISBN 0-330-41165-9 J. E. A. Tyler – una referència, inclou El Senyor dels Anells, El Hòbbit, El Silmaríl·lion, i Els Contes Inconclusos; (millorat substancialment en les dues últimes edicions.)
- 2003 El professor dels Anells (ISBN 987-20607-0-3) Ariel Pytrell - Mondragón Ediciones, Col·lecció d'assaigs breus (més un conte) que aporta una veu diferent en el concert de la crítica de J.R.R. Tolkien, encara que sobre el mateix tema vell i inefable: el mite, el Mite Modern.

## Adaptacions

### Pel·lícules
En la carta #202 a Christopher Tolkien, J. R. R. Tolkien defineix la seva política referent a adaptacions cinematogràfiques de les seves obres: "Art o Efectiu". va vendre els drets cinematogràfics de El Hòbbit i El Senyor dels Anells a United Artists el 1969, després d'haver rebut sobtadament una boleta d'imposats. Actualment es troben a les mans de la Tolkien Enterprises, la qual no té cap relació amb la Tolkien Estate, que reté els drets de El Silmaríl·lion ' i altres obres.
La primera adaptació va ser El Hòbbit el 1977, realitzada pels estudis Rankin-Bass. Va ser inicialment exhibida en la televisió nord-americana.
A l'any següent (1978) una pel·lícula titulada El senyor dels Anells va ser produïda i dirigida per Ralph Bakshi; era una adaptació de la primera meitat de la història, usant una animació rotoscòpica. Encara que relativament fidel a la història, no va ser ni un èxit comercial ni de crítica.
El 1980 Rankin-Bass va produir un especial de TV cobrint aproximadament l'última meitat de El senyor dels Anells, anomenat El Repte del Rei. Tanmateix, l'argument no va continuar des del final de la pel·lícula de Bakshi.
Els plans per a una versió protagonitzada per actors humans van haver d'esperar fins i tot entrats els 90 per ser realitzats. Aquests van ser dirigits per Peter Jackson i finançats per New Line Cinema, amb suport del govern de Nova Zelanda i el sistema bancari.
- El senyor dels anells: La germandat de l'anell (2001)
- El senyor dels anells: Les dues torres (2002)
- El senyor dels anells: El retorn del rei (2003)

Les pel·lícules van ser un gran èxit tant de taquilla com de crítica, i juntes en van guanyar disset Premis Oscars. Tanmateix, en l'adaptació dels llibres a les pel·lícules, canvis en la trama i en els personatges van ofendre alguns fans dels llibres.
Al final de l'any 2007, New Line Cinema va anunciar que realitzava dues pel·lícules basades en El Hòbbit, amb la producció de Peter Jackson i la direcció de Guillermo del Toro, però finalment, seran tres les pel·lícules, i les tres dirigides per Peter Jackson, La primera El hòbbit: un viatge inesperat, s'estrenà el 14 de desembre de 2012, la segona El hòbbit: la desolació de Smaug, s'estrenà el 13 de desembre de 2013, i la tercera El hòbbit: viatge d'anada i tornada s'estrenarà l'estiu del 2014. Les tres entregues estan disponibles en català i també en 3D.

### Jocs

#### Jocs per correspondència
Un joc per correspondència de la Terra Mitjana va ser originalment inventat per Flying Buffalo i ara el produeix Middle Earth Games; aquest joc va ser introduït al Saló de la Fama de l'Acadèmia d'Art i Disseny de Jocs d'Aventures el 1997.

#### Jocs de guerra
Simulations Publications, Inc. va crear tres jocs de guerra basats en l'obra de Tolkien. Guerra de l'Anell cobreix la majoria dels esdeveniments de la trilogia de El Senyor dels Anells. Gondor se centra en la batalla dels Camps de Pelennor, i Sàuron cobreix la batalla davant les portes de Mordor en la Segona Edat. Un joc de guerra basat en les pel·lícules de El Senyor dels Anells està essent produït per Games Workshop i Fantasy Flight Games publica un joc de tauler anomenat Guerra de l'Anell.

#### Jocs de rol
Les obres de Tolkien van ser una gran influència per a la majoria dels jocs de rol, junt amb altres autors com Robert E. Howard, Fritz Leiber, H. P. Lovecraft, i Michael Moorcock. Encara que el joc de rol més famós inspirat parcialment pel món de Tolkien hagi estat Dungeons & Dragons, n'hi ha específicament tres jocs de rol basats i llicenciats a la Terra Mitjana, els dos més antics d'ells essent ja descatalogats:
- El Senyor dels Anells, el joc de rol de la Terra Mitjana, conegut també pel nom de les seves sigles en anglès, MERP (Middle-earth Role-Playing), publicat per Iron Crown Enterprises (I.C.E.) entre el 1984 i el 1999 i traduït en castellà per Joc Internacional el 1989 i en català el 1992. Encara qu'als Estats Units les edicions de I.C.E. de 1984 i 1986 eren venudes en format de capsa, Joc Internacional va traduir i editar aquest joc de rol en format de llibre de «tapa dura», conservant la il·lustració de coberta d'Angus McBride de l'edició americana de 1986.
  - Basant-se en Middle-earth Role-Playing Iron Crown Enterprises va crear el 1991 una versió simplificada de joc de rol. També venuda en format de capsa aquesta versió es titulava Lord of the Rings Adventure Game. Mentre que MERP basava el seu sistema de joc en un dau de cent (habitualment simulat mitjançant dos daus de deu cares) Lord of the Rings Adventure Game estava basat en dos daus de sis cares. També Joc Internacional, el 1992, va traduir aquest joc de rol al castellà amb el títol El Senyor dels Anells, joc d'aventures bàsic. Per aquest joc de rol Joc Internacional va conservar el format de capsa en la seva traducció en castellà. Només al peu de la tapa de la capsa s'indicava que es tractava d'un joc de rol.
- El Senyor dels Anells, el joc de rol, publicat per Decipher Inc. des del 2000 i traduït al castellà per La Factoría de Ideas el 2002, fou el següent joc de rol oficial pel que fa a la Terra Mitjana, car I.C.E, l'editorial de MERP, va fer fallida el 1999.[14]
- L'Anell Únic, el joc de rol, dissenyat per Francesco Nepitello i marco Maggi, és l'actual joc de rol oficial de la Terra Mitjana. La primera edició del joc ha estat publicada per Cubicle 7 entre 2011 i 2019. La segona edició, obra dels mateixos autors, ha de ser publicada per Free League Publishing

#### Cartes col·leccionables
Existeixen dos jocs distints de cartes col·leccionables, Middle-earth Collectible Card Game i The Lord of the Rings Trading Card Game, i un joc de cartes viu, Lord Of The Rings LCG, un Joc de miniatures titulat Middle-earth Strategy Battle Game i diversos jocs de rol i videojocs.

#### Videojocs
El joc per computadora Angband és un roguelike lliure, estil C&D, que inclou moltes característiques de les obres de Tolkien. Una llista molt completa de jocs d'ordinador inspirats a Tolkien es troba en http://www.lysator.liu.se/tolkien-games/.
EA Games ha produït jocs per a consoles de joc i per a plataformes PC. Aquests inclouen Les Dues Torres, El Retorn del Rei, La Batalla per la Terra Mitjana, i La Tercera Edat. Vivendi va produir La Comunitat de l'Anell (videojoc) i Sierra va crear La Guerra de l'Anell, ambdós van resultar sense gaire èxit.
A més d'aquests jocs, molts jocs per computadora comercials han estat realitzats. Alguns van derivar els seus drets de l'Estat, com El Hòbbit (videojoc) — altres de drets de la pel·lícula i mercadotècnia.

### Còmics
Són poques les adaptacions al món de la historieta de la saga de l'anell. La Marvel ho va intentar sense fortuna i va caldre esperar a l'estrena de la pel·lícula de Ralph Bakshi perquè aparegués el primer còmic.
- 1979-1980 'El senyor dels anells 1, El senyor dels anells 2 i El senyor dels anells 3 de Luis Bermejo i Nicola Cuti (Toutain). Adaptació més fidel a la pel·lícula de Bakshi que al llibre de Tolkien.
- 1979 El senyor dels anells Fotonovel·la (Editorial Bruguera). Reproducció dels fotogrames del film de Bakshi.
- 1991 El Hòbbit 1: història d'una anada i una tornada, El Hòbbit 2: història d'una anada i una tornada i El Hòbbit 3: història d'una anada i una tornada de David Wenzel i Chuck Dixon (Norma Editorial). Adaptació de El Hòbbit que l'any 2002 seria reeditat en un únic àlbum i enquadernació cartoné aprofitant les estrenes de les versions de Peter Jackson.

## Obres citades
- Blackham, Robert S. The Roots of Tolkien's Middle-earth.  Stroud: Tempus, 2006. ISBN 0-7524-3856-5.
- Carpenter, Humphrey. J. R. R. Tolkien: A Biography.  London: George Allen & Unwin, 1977. ISBN 0-04-928037-6.
- Fonstad, Karen Wynn. The Atlas of Middle-earth.  Boston: Houghton Mifflin, 1981. ISBN 0-395-28665-4.
- Garth, John. Tolkien and the Great War.  London: HarperCollinsPublishers, 2003. ISBN 0-00-711952-6.
- Gilliver, Peter; Jeremy Marshall, Edmund Weiner. The Ring of Words.  Oxford: Oxford University Press, 2006. ISBN 0-19-861069-6.
- Hammond, Wayne G.; Christina Scull [1995]. J. R. R. Tolkien - Artist & Illustrator.  London: HarperCollinsPublishers, 2004. ISBN 0261103229.
- Hammond, Wayne G.; Christina Scull. The Lord of the Rings - A Reader's Companion.  London: HarperCollinsPublishers, 2005. ISBN 0-00-720907-X.
- Shippey, Tom [1982]. The Road to Middle-earth. 2a edició.  London: HarperCollinsPublishers, 1992. ISBN 0-261-10275-3.
- Shippey, Tom [2000]. Author of the Century.  London: HarperCollinsPublishers, 2001. ISBN 0-261-10401-2.
- Tolkien, John Ronald Reuel [1937]. The Hobbit. 4a edició.  London: Unwin Paperbacks, 1981. ISBN 0-04-823188-6.
- Tolkien, John Ronald Reuel [1954-5]. The Lord of the Rings. 2004a ed..  London: HarperCollinsPublishers, 2004. ISBN 0-00-718236-8.
- Tolkien, John Ronald Reuel. Tolkien, Christopher (Ed.). The Silmarillion.  London: Unwin Paperbacks, 1977. ISBN 0-04-823153-3.
- Tolkien, John Ronald Reuel. Tolkien, Christopher (Ed.). Unfinished Tales.  London: George Allen & Unwin, 1980. ISBN 0-04-823179-7.
- Tolkien, John Ronald Reuel [1981]. Carpenter, Humphrey (Ed.). The Letters of J. R. R. Tolkien.  London: HarperCollinsPublishers, 1995. ISBN 0-261-10265-6.
- Tolkien, John Ronald Reuel [1983]. Tolkien, Christopher (Ed.). The Monsters and the Critics.  London: HarperCollinsPublishers, 1997. ISBN 0-261-10263-X.
- Tolkien, John Ronald Reuel [2002]. Douglas Anderson (Ed.). The Annotated Hobbit. Revised and expanded edition.  London: HarperCollinsPublishers, 2003. ISBN 0-00-713727-3.